# Ernst Schröfel
Ernst Schröfel (* 16. Januar 1886; † nach 1953) war ein deutscher Lehrer und Übersetzer.

## Leben
Schröfel war Oberstudiendirektor in Bamberg. 1953 ging er in Pension. Er war Übersetzer mehrerer Texte römischer Autoren aus dem Lateinischen.
Er war seit 1905 Mitglied der katholischen Studentenverbindung KDStV Winfridia (Breslau) Münster im CV.

## Werke
- Reden gegen Catilina Cicero, Marcus Tullius. – München: Goldmann, 1985, 6. Aufl., 76.–80. Tsd.
- Briefe und Reden Cicero, Marcus Tullius. – München: Goldmann, 1957
- Apologie des Sokrates Plato. – Limburg/Lahn: Verl. d. Limburger Vereinsdruckerei, [1952]
- Die Verschwörung des Catilina Sallustius Crispus, Gaius. – Limburg/Lahn: Steffen, 1950
- Hermann und Dorothea Goethe, Johann Wolfgang von. – Bamberg: Bayerische Verl.-Anst., 1950
- Coniuratio Catilinae Sallustius Crispus, Gaius. – Bamberg: Bayerische Verl.-Anst.

## Ehrungen
- 1953: Verdienstkreuz (Steckkreuz) der Bundesrepublik Deutschland